# فرانسیسکو آلبدا
فرانسیسکو آلبدا (اسپانیایی: Francisco Albelda‎؛ زادهٔ ۱۱ نوامبر ۱۹۵۵) دوچرخه‌سوار اهل اسپانیا است. وی در مسابقات تور دو فرانس شرکت کرده است.